# Tenryaku
Tenryaku (japanski 天暦, hiragana てんりゃく), razdoblje je povijesti Japana mjereno po sustavu starinskog japanskog brojanja godina. Podrazdoblje je razdoblja Heiana. Uslijedio je nakon razdoblja Tengyōa. Trajao je od travnja 947. do listopada 957. godine. Car koji je vladao u ovom razdoblju bio je car Murakami-tennō (村上天皇).
Nakon Tenryakua uslijedilo je razdoblje Tentoku.

## Promjena
- 25. siječnja (Tenryaku gannen, 天暦元年): Novo je razdoblje stvoreno radi označavanja događaja ili niza zbivanja. Prijašnje je razdoblje okončalo a novo je započelo u Tengyō 10, na 24. dan 4. mjeseca 947. godine.[3]

## Neki od bitnijih događaja iz Tenryakua
- 947. (Tenryaku 1, 9. mjesec): Počelo se graditi šintoističko svetište Kitano.[4]
- 947. (Tenryaku 1, 11. mjesec): Car je išao u lov u Uji.[4]
- 948. (Tenryaku 2): Velika suša ljeti i snažne kiše jeseni te godine.[4]

## Vanjske poveznice
- Kokkaijska knjižnica (Knjižnica japanskog nacionalnog parlamenta), "Japanski kalendar" -- povijesni pregled i ilustrirani prikazi iz knjižnične zbirke